# Schul- und Bürgergarten

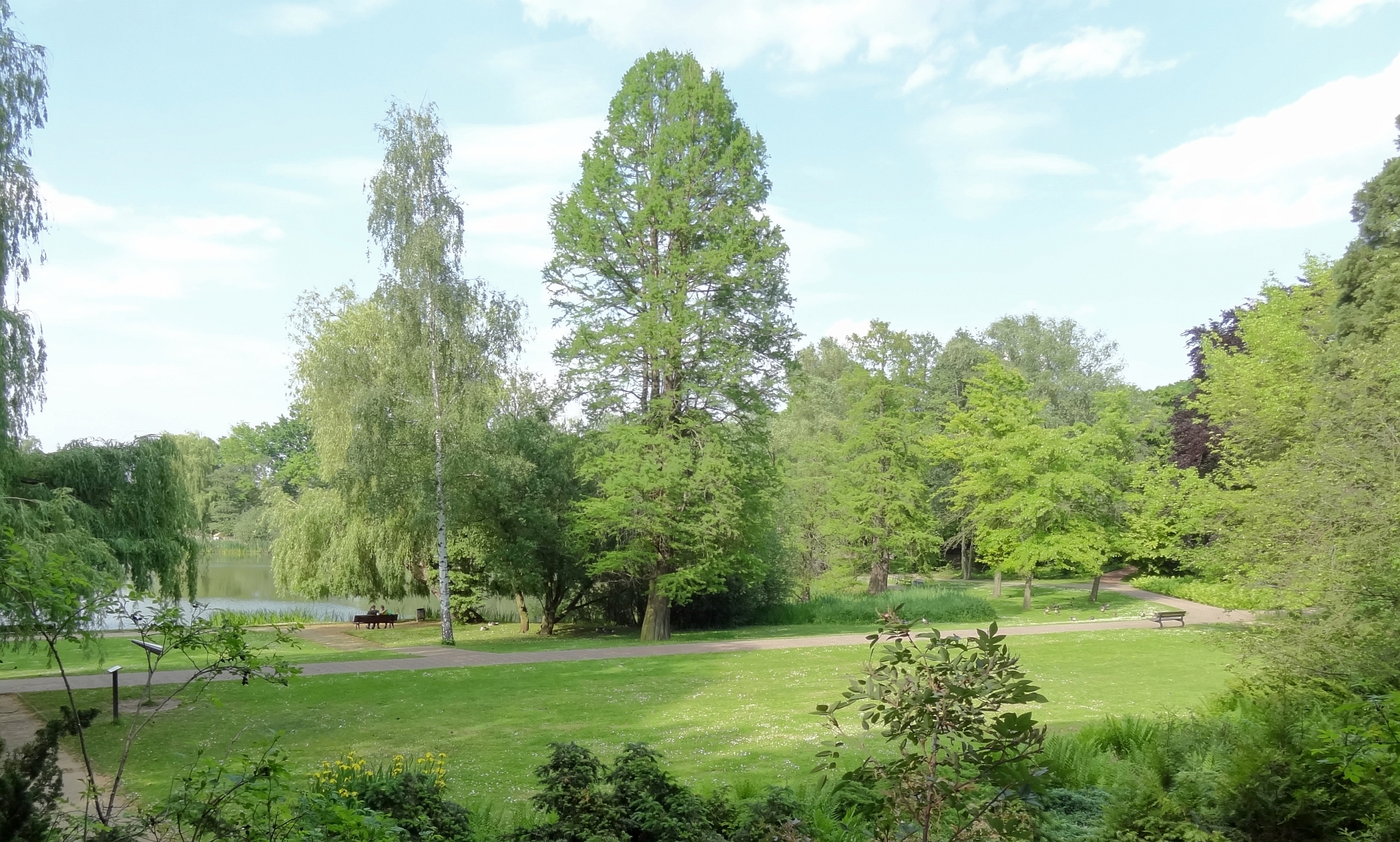
Parkanlage am Dowesee

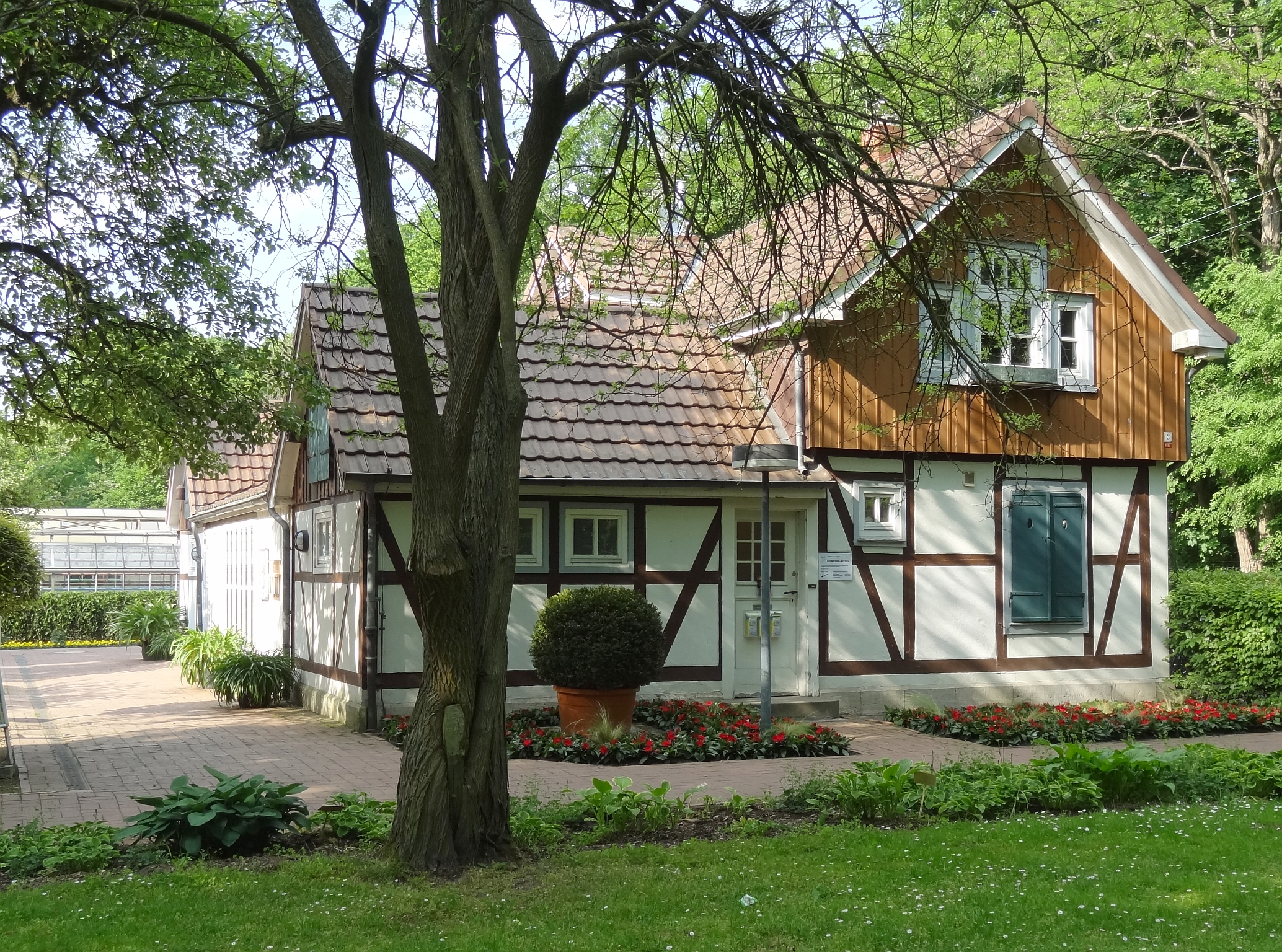
Gärtnerhaus im Schul- und Bürgergarten, ein nahestehendes Gewächshaus wird im Sommer auch für kulturelle Veranstaltungen genutzt.

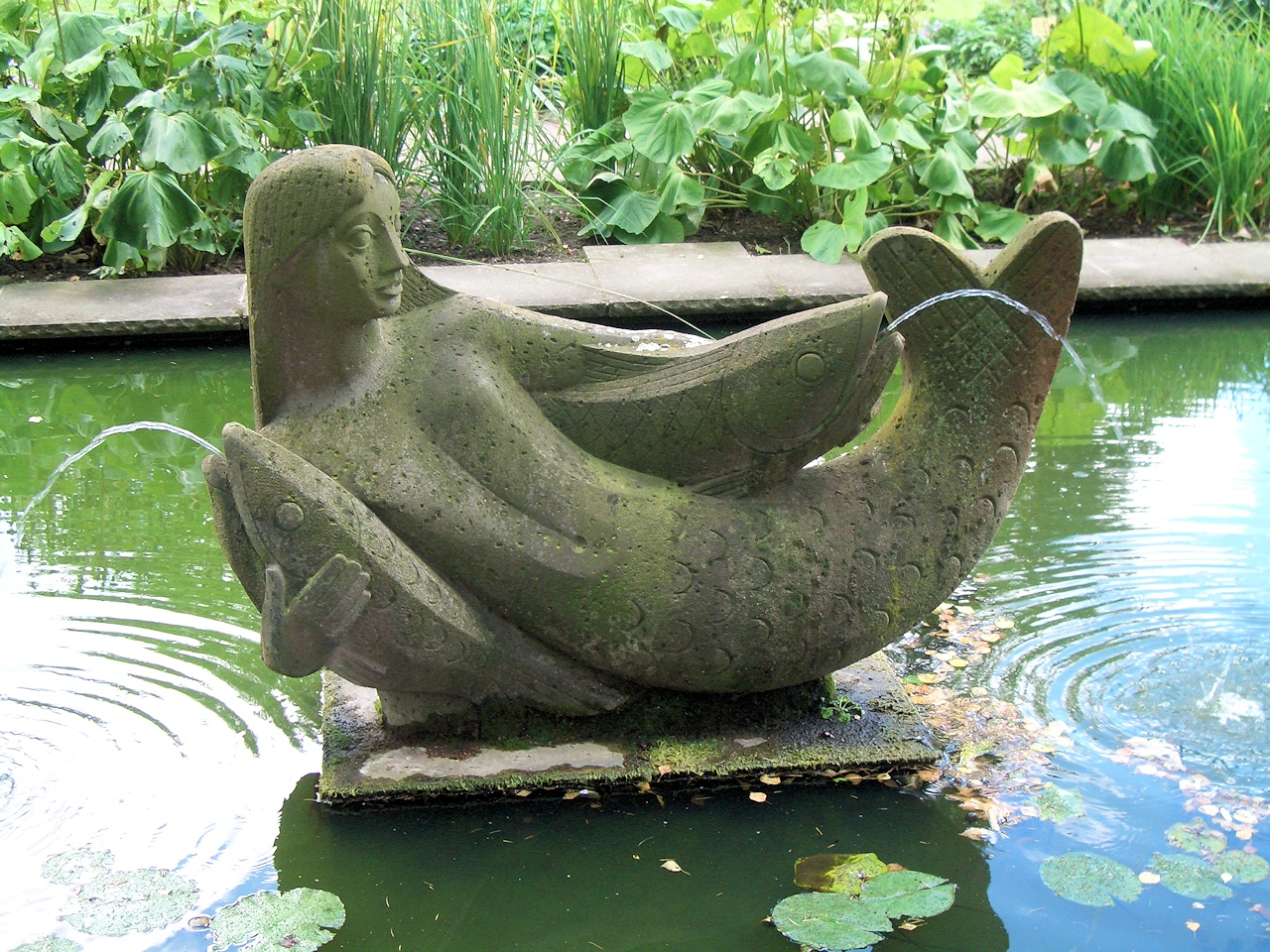
„Brunnennixe“ in der Gartenanlage (von Anny Funke-Schmidt, 1955)

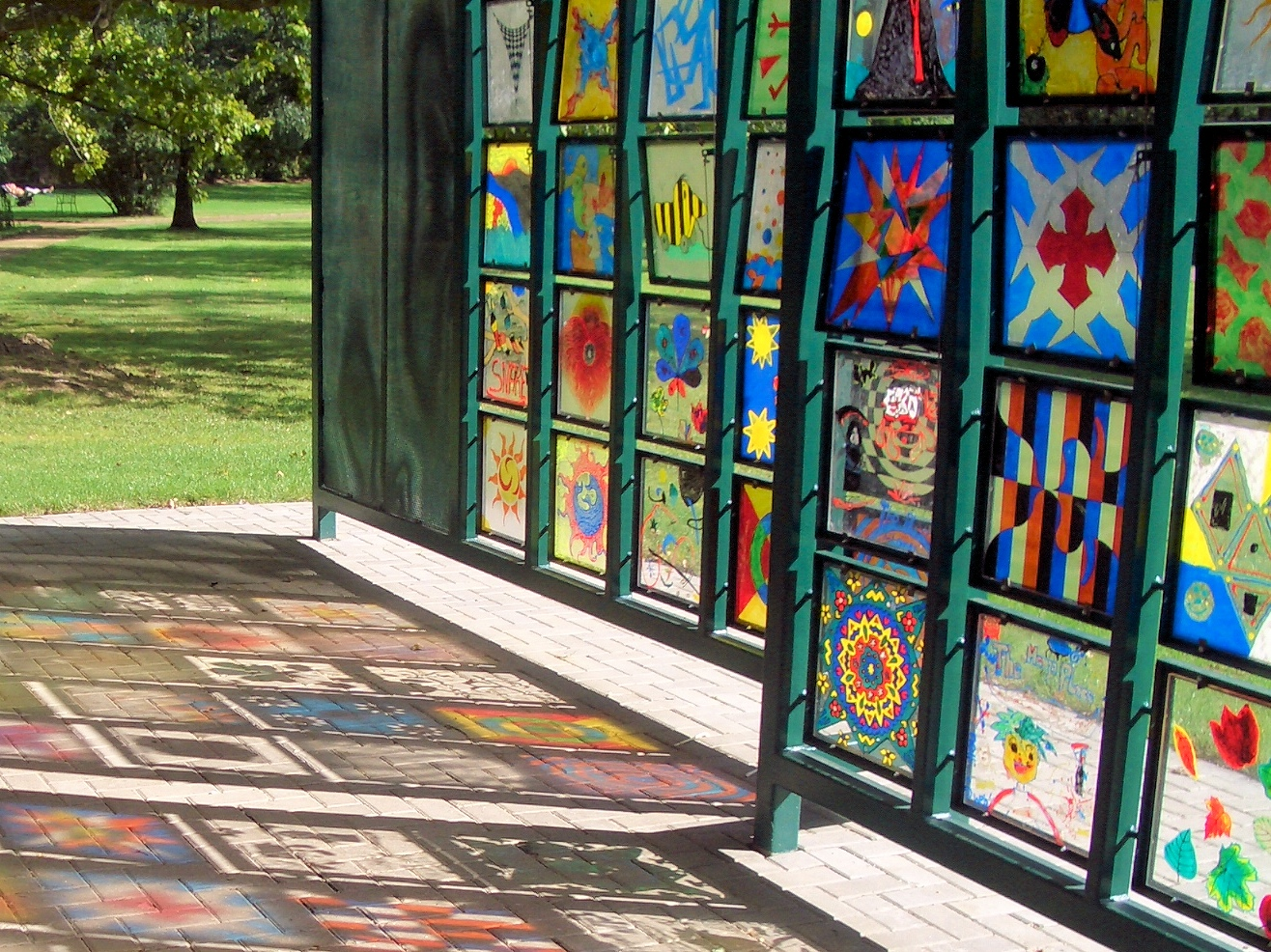
Das Lichtspielhaus

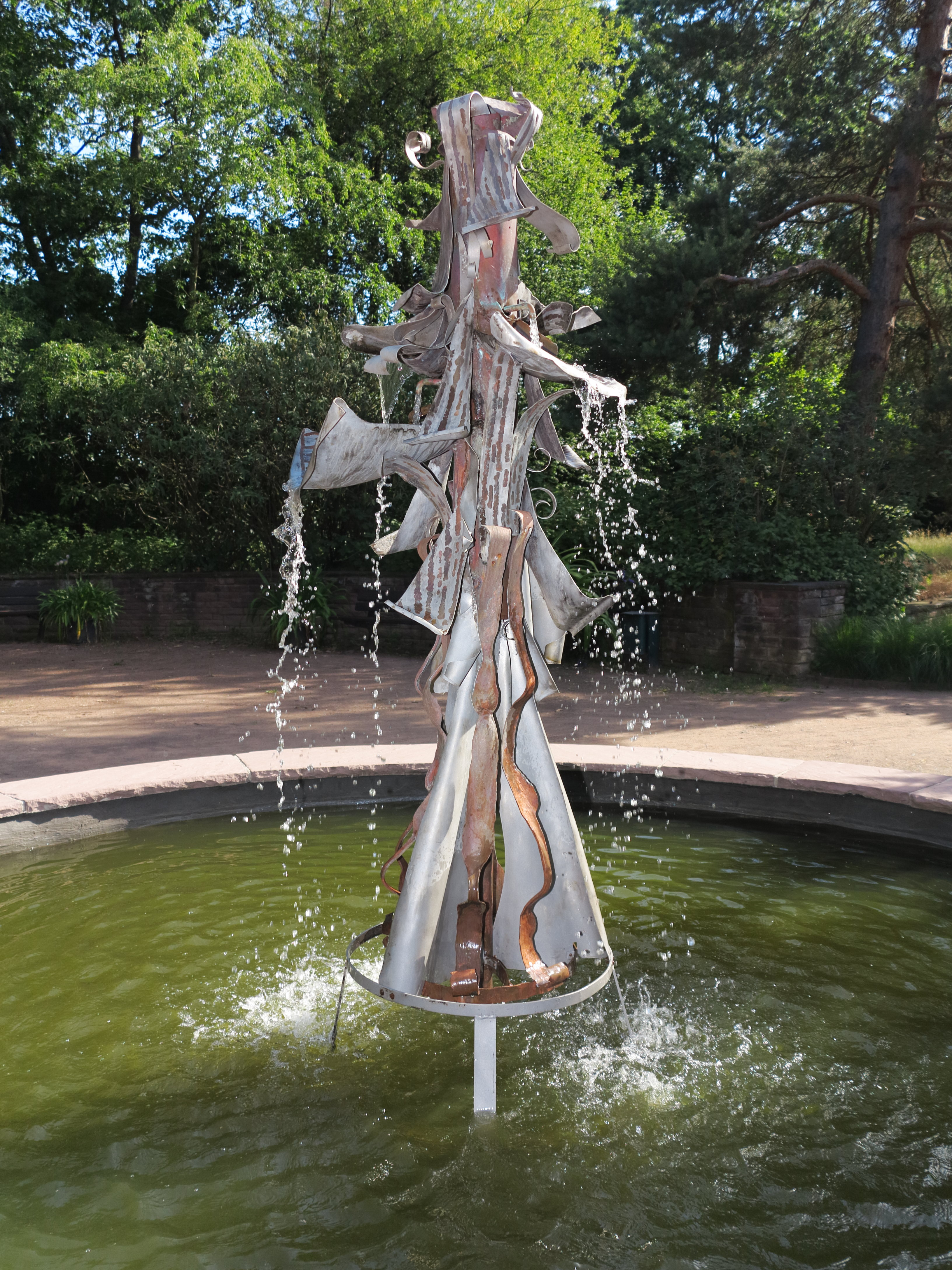
Der Märchenbrunnen

Der Schul- und Bürgergarten am Dowesee ist eine 9,07 Hektar große städtische Parkanlage im nördlichen Braunschweig. Er wurde 1919 als Hauptschulgarten geschaffen und 1953 erweitert. Er liegt am Doweseeweg nördlich des Siegfriedviertels zwischen der Vorwerksiedlung und der Schuntersiedlung und südlich des Landschaftsschutzgebiets Schunteraue. Er ist umgeben von einem Wasserschutzgebiet.

## Gartenanlage

### Gestaltung
Der Schul- und Bürgergarten ist eine sehr umfangreich und intensiv gepflegte Parkanlage, die in einzelne Themen- und Gartenteile unterteilt ist. In der Mitte des Parks befindet sich der Dowesee. Im westlichen Teil liegt der Englische Garten mit Springbrunnen und Wassergraben. Direkt daneben grenzt ein Arboretum an. Östlich an den Dowesee schließt sich die Küchen- und Kräuterabteilung an mit umfangreichen Sammlungen von Heilpflanzen sowie ein Rosarium.
Der Schul- und Bürgergarten stellt u. a. für die Bewohner der Nordstadt, speziell der des Siegfriedviertels und der Schuntersiedlung eine wohnnahe Erholungsfläche dar. Besucher haben im Gegensatz zu anderen öffentlichen Parkanlagen nur zu festgelegten Öffnungszeiten Zugang zu dem Park.
Der Garten wird zu Lehr- und Forschungszwecken genutzt. Für den Park ist der Fachbereich Stadtgrün und Sport der Braunschweiger Stadtverwaltung zuständig.

### Geschichte
Anfang des 20. Jahrhunderts forderte der Deutsche Lehrerverein dazu auf, Schulgärten anzulegen, um Naturkunde unterrichten zu können. Diese Idee begeisterte den Lehrer Paul Ramke, der sich daraufhin engagierte einen Schulgarten anzulegen. Die Gartenanlage entstand 1919 durch die Stadt Braunschweig unter der Leitung des Stadtgartendirektors Georg Michael auf dem ehemaligen Grundstück der Familie Bosse. Der Projektentwurf stammt von dem Architekten Prache und dem Pädagogen Dowe. Er diente damals nicht nur als Lehrgarten für alle Schulen der Stadt, sondern auch als Liefergarten für diese, sowie als Ort der gärtnerischen Weiterbildung und Naherholung für die Einwohner. 1953 fand eine Erweiterung der Anlage statt. 1978 erfolgte die Umbenennung in Schul- und Bürgergarten, doch der alte Name blieb lange etabliert. 1993 wurde die Biologiestation als regionales Umweltbildungszentrum anerkannt.
2004 wurde der Ringweg um den See angehoben und gepflastert. 2011 wurden der Bauerngarten und die Schachplätze erneuert und ein Phloxgarten wiederhergestellt.
Zum 100. Jahrestag des Gartens 2019 wurden Teile des Parks saniert, Kunstwerke und Skulpturen gesäubert, restauriert oder komplett erneuert. Auch ein Gedenkstein wurde zu diesem Anlass aufgestellt und der Jahrestag wurde mit einer Veranstaltung gefeiert.

### Arboretum
Im Arboretum finden sich u. a. Butternuss (Juglans cinerea), Farnblättrige Buche (Fagus sylvatica 'Asplenifolia'), Geweihbaum (Gymnocladus dioicus), Korkrüster (Ulmus suberosa), Papierbirke (Betula papyrifera), Schnurbaum (Sophora japonica), Schwarznuss (Juglans nigra) und die Zelkove (Zelkova carpinifolia).

### Skulpturen und Kunstwerke
Im Schul- und Bürgergarten gibt es eine Vielzahl an Kunstwerken aus mehreren Jahrzehnten, darunter folgende:
- Die Flora im Rosarium
- Die Brunnennixe im Wassergraben von Anny Funke-Schmidt, 1955
- Märchenbrunnen von Erich Constein
- Kaninchen
- Eulen
- Froschskulptur am Wassergraben
- Brunnen mit Mädchenfigur
- Skulptur eines Mannes am Rosarium
- Skulptur eines Mannes südlich des Dowesees
- Skulpturengruppe mit Kinderfiguren am Wassergraben
- Asiatische Löwenskulpturen
- Steinkugeln
- Lichtspielhaus mit individuellen farbig bemalten Glasscheiben
- Steinvasen
- Gedenk- und Grabstein für den Lehrer Paul Rampke
- Gedenkstein zum 100. Jahrestag des Schul- und Bürgergartens mit Inschrift und Eidenbenzlöwen
- Stein mit Motiven

## Vereine und Veranstaltungen
Im Garten haben mehrere Vereine ihren Standort:
Der Förderverein des Schul- und Bürgergartens am Dowesee und der Biologiestation Dowesee organisiert Kultur- und Naturveranstaltungen für ein breites Publikum. Er wurde 1992 gegründet.
Das RegionalesUmweltbildungsZentrum Dowesee richtet sich mit Themen aus Biologie, Ökologie und Nachhaltigkeit an Schulklassen aller Jahrgangsstufen.
Seit Ende Oktober 2013 befindet sich die Geschäftsstelle des Landesverbandes Braunschweig der Gartenfreunde im Südwesten des Gartens und hat dort 2015 einen Lehr- und Versuchsgarten angelegt.

## Dowesee
Wie der in unmittelbarer südlicher Nachbarschaft liegende Bullenteich ist der See ein mit Grundwasser gefüllter Erdfall in dem eiszeitlich geprägten Urstromtal der Oker.
Geologisch wird dies auf eine ausgedehnte Störungszone zwischen Salzdahlum und der Wabeniederung zurückgeführt, die als Braunschweiger Achse bezeichnet wird. In dieser Zone hat sich das tiefer liegende Salz teilweise gehoben und ist wie in der Wabeniederung ausgewaschen und von Sand und Kies des Flusses überdeckt worden.
Das Wasser aus dem Dowesee lief bis zum 19. Jahrhundert in der Ohe durch das Ohefeld zur damals sehr verzweigten Schunter ab. Heute trägt ein am Butterberg beginnender Wiesenbach diesen Namen und verläuft am westlichen Rand der Schunteraue zur Alten Schunter.

## Trinkwassergewinnung
Als Ende des 19. Jahrhunderts Engpässe in der Braunschweiger Wasserversorgung auftraten, wurden ab 1890 rund um den Dowesee Probebohrungen vorgenommen, um die dortigen Grundwasservorkommen zu erschließen. Tatsächlich wurden erfolgversprechende Fördermengen und eine befriedigende Wasserqualität festgestellt, so dass der Braunschweiger Magistrat im Mai 1900 die Errichtung des heute noch bestehenden Grundwasserwerks am Bienroder Weg beschloss. Das Wasser wurde aus 30 Rohrbrunnen mit bis zu 30 m Tiefe über Heberleitungen zum Wasserwerk gefördert. Seither ist das Gebiet ein Wasserschutzgebiet. Schutzzonen I und II dieses Wasserschutzgebietes Bienroder Weg liegen südlich des Dowesees am Bullensee bis östlich über die Wabe bei Querum. Die Schutzzone IIIa reicht bis Kralenriede, Gliesmarode und Schwarzer Berg. Mit seiner Schutzzone IIIb reicht das Wasserschutzgebiet Bienroder Weg im Nordosten bis Bevenrode an die Stadtgrenze zu Lehre und im Osten Braunschweigs bis Cremlingen.

## Funde von Siedlungsspuren
Im Umfeld des Dowesees und in den Uferbereichen der Schunter wurden zahlreiche  Feuersteingeräte gefunden, die auf die letzte Eiszeit von etwa 10.000 bis 7.000 vor unserer Zeitrechnung datiert wurden.
Im Jahr 1930 fand man bei Baggerarbeiten am Dowesee in 1,50 m Tiefe einen Einbaum. Er lag im vertorften Moor und war etwa 3,20 m lang, 50 cm breit und 30 cm hoch. Die Bordwände waren etwa 4 cm stark, Vorder- und Hintersteven stumpf abgerundet. Seine Bauzeit liegt vermutlich in den ersten nachchristlichen Jahrhunderten. Es war der erste Einbaum-Fund im Braunschweiger Land.

## Sagen und Legenden
Früher war das Gebiet gemeinsam mit den umliegenden Dörfern im Besitz des Klosters Riddagshausen. Entsprechend handeln die rund um den Dowesee überlieferten Sagen von Mönchen und versunkenen Kirchenglocken.